# 李囂
李囂（7世纪—632年），中国唐朝唐太宗李世民第十一子，燕德妃所生。
生年不详，当在628年后。631年，李囂封江王，632年夭折，谥号殇。无後嗣，封国江国废除。后唐中宗以李嚣兄李恪孙李祎嗣江王以为其后嗣。

## 传记资料
- 《旧唐書》卷七十六·列传第二十六·江王囂传
- 《新唐書》卷八十·列传第五·江王囂传